# Transseksualizm
Transseksualizm (łac. transire „przechodzić”; sexualis „płciowy”; sexus „płeć”) – medyczne określenie odnoszące się do osób, które przeszły jakąś formę medycznej lub chirurgicznej terapii korekty płci. Transseksualizm jest podzbiorem transpłciowości (inaczej transgenderyzmu), jednak niektóre osoby transseksualne nie chcą stosować określenia „osoba transpłciowa”.
Niezgodność płci jest definiowana jako wyraźna i trwała niezgodność pomiędzy doświadczoną tożsamością płciową osoby a przypisaną jej płcią. Do 2022 roku niezgodność płci była klasyfikowana w Międzynarodowej Klasyfikacji Chorób (ICD) jako zaburzenie psychiczne o nazwie transseksualizm (F64.0) jednak w publikowanym w czerwcu 2018 r. jedenastym wydaniu termin ten został usunięty; pojawiło się za to określenie „niezgodność płciowa”(HA60) (ang. gender incongruence). Niezgodność płciowa jest klasyfikowana jako stan związany ze zdrowiem seksualnym.
Niegdyś transseksualizm był również uwzględniony w Diagnostycznym i Statystycznym Podręczniku Zaburzeń Psychicznych (DSM). Wraz z opublikowaniem DSM-5 wyeliminowano transseksualizm jako diagnozę, a w jego miejsce wprowadzono diagnozę dysforii płciowej.
Przyczyny tego zjawiska pozostają nieznane, rozpatruje się rolę czynników genetycznych, endokrynologicznych, neurorozwojowych i środowiskowych. Liczne struktury anatomiczne przejawiające dymorfizm płciowy, zwłaszcza w obrębie ośrodkowego układu nerwowego, swą budową przypominają u osób transseksualnych struktury anatomiczne przeciwnej płci morfologicznej. Zaburzenie to występuje z częstością 4,6 na 100 tys. osób. Z uwagi na stres mniejszościowy prowadzi często do innych zaburzeń psychicznych. Leczenie, poza opieką psychiatryczną, obejmuje najczęściej trzy etapy: hormonoterapię, test realnego życia i tzw. operacje korekty płci. Ustawodawstwo regulujące możliwość zmiany płci metrykalnej jest zróżnicowane.

## Terminologia
Smith i współpracownicy (2015) określają transseksualizm jako stan, w którym płeć psychiczna (gender) nie zgadza się z płcią metrykalną, określoną po porodzie (sex). Podkreślają różnice w znaczeniu używanych niekiedy zamienne anglojęzycznych terminów gender i sex. Gender dotyczy własnej identyfikacji danej osoby jako mężczyzny lub kobiety oraz pełnionych przezeń w społeczeństwie ról płciowych. Sex odnosi się natomiast do biologicznych i niektórych psychologicznych aspektów płci. W bardzo dużym uproszczeniu pierwsze z tych pojęć odnosi się do psychologii, drugie – do biologii. Inną definicję przyjmują Antoszewski i współpracownicy, uznając transseksualizm za niezgodność identyfikacji płciowej z płcią genetyczną i budową organizmu. Autorzy ci przywołują też definicję Goorena, zgodnie z którą transseksualizm polega na rozwoju identyfikacji płciowej niezgodnej z cechami płciowymi, zarówno pierwszo, jak i drugo- oraz trzeciorzędowymi.
Osoby o biologicznych cechach płci męskiej, ale poczuciu bycia płci żeńskiej określane są jako transkobiety, dawniej typ mężczyzna-kobieta, M/K (M-F, MTF – ang. male-to-female, trans woman), natomiast osoby o biologicznych cechach płci żeńskiej, lecz czujące się mężczyzną, określa się jako transmężczyźni, dawniej typ kobieta-mężczyzna, K/M (F-M, FTM – ang. female-to-male, trans men).
Transseksualizm zaliczany bywa do zaburzeń tożsamości płciowej (GID, gender identity disorder). DSM 5 proponuje natomiast wyodrębnienie go jako gender dysphoria.
W stosunku do osób transseksualnych używa się też anglojęzycznego terminu transgender, co do innych niż transseksualne – których identyfikacja płciowa zgadza się z płcią „fizyczną” – stosuje się anglojęzyczne określenia cisgender, cissexual people („ludzie cisseksualni”).

## Historia
Jeden z najstarszych opisów osób transseksualnych w Polsce pochodzi z połowy XVII wieku. Pani de Guébriant, która przybyła do Polski wraz z królową Ludwika Marią w 1646 r., pisała o pałacu Adama Kazanowskiego w Warszawie:

W bliskim pokoju znaleźliśmy ze 12 panien ładnych, strojnych bogato w dyamenty i perły, któremi osobliwie głowy ich okryte były. Bawiły się szaloną kobietą, co się mężczyzną mniemała, naśladując pleć męzką. Kanclerz wielki (Jerzy Ossoliński) ma szaleńca wcale przeciwnego humoru: jest to chłopiec, który się dziewczyną mniema, nosi strój kobiecy i dość dobrze gra swą rolę, osobliwie w tem, iż nad wszystko lubi, aby mu się zalecano.

Sam termin „transseksualizm” użyty został po raz pierwszy w 1949 r. przez Caudwella. Jednak zabiegi waginoplastyki wykonywano już wcześniej. Drezdeński ginekolog Kurt Warnekros dokonał takiej operacji w 1930. Większe zainteresowanie tą tematyką pojawiło się jednak 3 lata później. W Danii dokonano wtedy pierwszej na świecie operacji korekty płci. W Polsce po raz pierwszy w 1963 r. w Szpitalu Kolejowym w Warszawie Międzylesiu przeprowadzono zabieg na osobie M/K, a w 1983 r. wykonano pierwszy zabieg fizycznego upodobnienia osoby K/M do mężczyzny w Klinice Chirurgii Plastycznej w Łodzi. W latach 60. znaleziono pierwsze odmienności w EEG osób transseksualnych, jednak te pierwsze wyniki nie należą do pewnych. Mogą wynikać raczej z padaczki czy nadciśnienia, niż z transseksualizmu. W 1981 zespół Emory'ego rozpoczął poszukiwania różnic anatomicznych pomiędzy osobami transseksualnymi a cispłciowymi, biorąc pod uwagę spoidło wielkie, jednak różnice te znaleźli dopiero w 2005 Yokota i współpracownicy.
W DSM transseksualizm pojawił się w trzeciej odsłonie tej klasyfikacji. W DSM-IV figurował jako zaburzenie tożsamości płciowej, w 5 rewizji natomiast wprowadzono określenie gender dysphoria.

## Etiologia
Ogólnie etiologia zaburzeń tożsamości płciowej nie została wyjaśniona. Stawiano różne hipotezy. Znaczną uwagę zwracano na wyjaśnienia biologiczne. Nie udało się jednak potwierdzić ani roli czynników genetycznych, ani endokrynologicznych, ani organicznego uszkodzenia OUN, ani też wychowania. Dotyczy to również transseksualizmu. Jego etiologia wydaje się wieloczynnikowa, oprócz czynników biologicznych, jak neurorozwojowe, genetyczne, swoje miejsce mają w niej czynniki środowiskowe, psychospołeczne.

## Obraz kliniczny

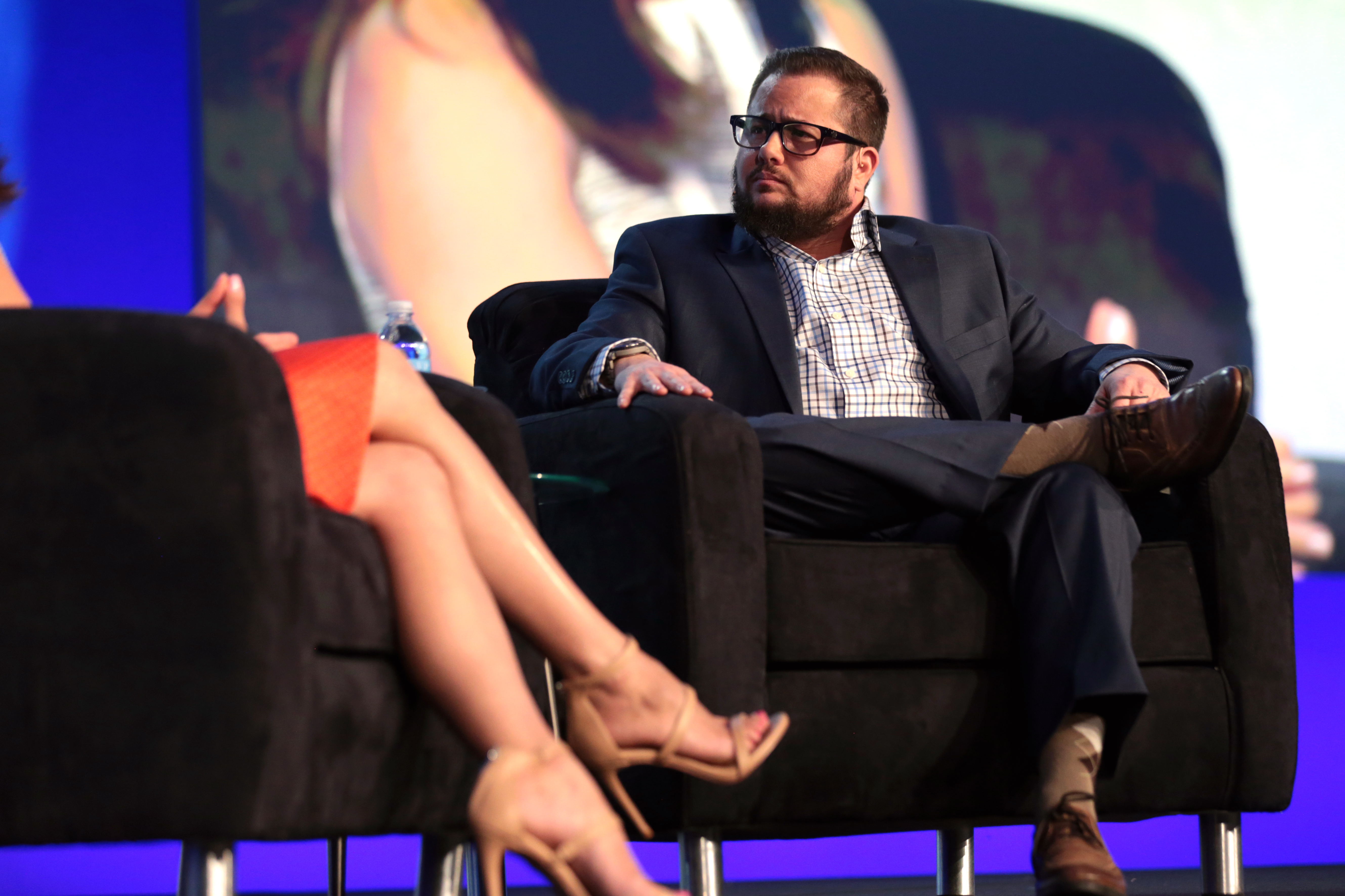
Chaz Bono — transmężczyzna

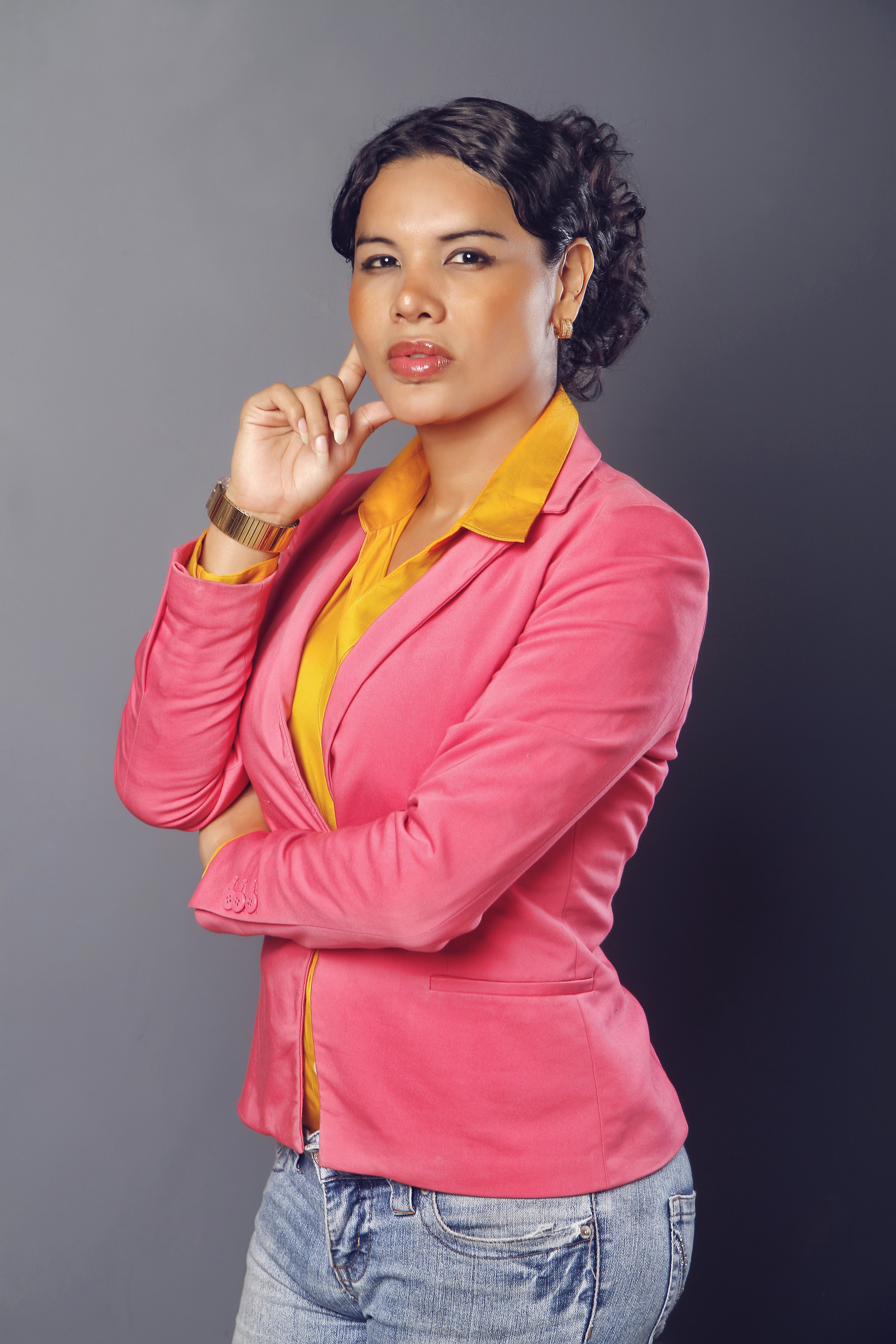
Diane Rodriguez, transseksualna aktywistka na rzecz osób LGBT, pochodząca z Ekwadoru

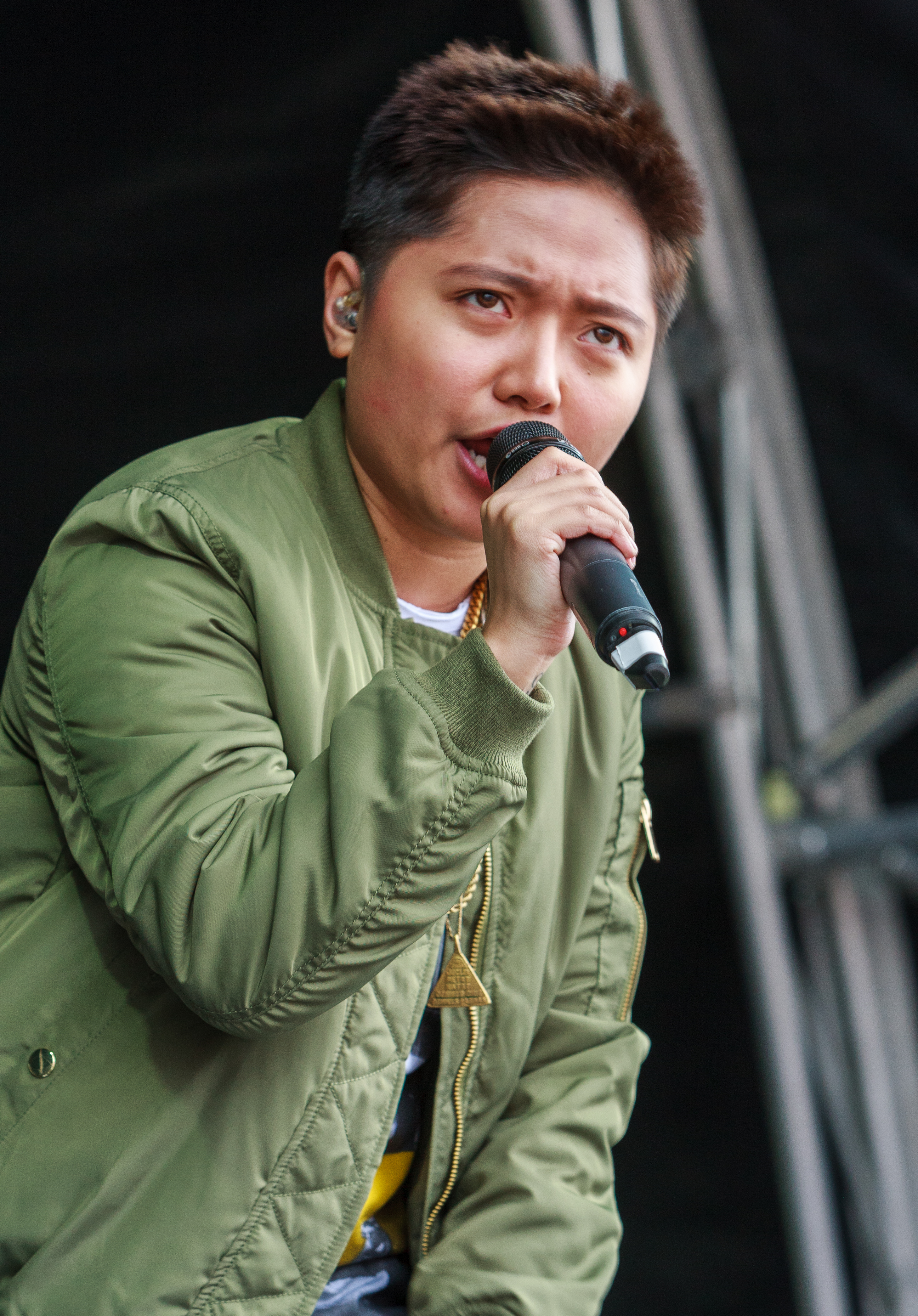
Jake Zyrus, dawniej Charice Pempengco

Transseksualizm zalicza się do zaburzeń tożsamości płciowej. Zaburzenia te wedle definicji Rabe-Jabłońskiej polegają na odczuwaniu dyskomfortu czy też silnej dezaprobaty w związku z własną płcią, a dokładniej z obecności takich, a nie innych zewnętrznych narządów płciowych.
Wedle pięciopoziomowej koncepcji życia płciowego Martina Seligmana, w której im niższy poziom, tym bardziej zależy on od biologii, a mniej od świadomości, transseksualizm dotyczy pierwszego poziomu, to znaczy posiadanych narządów płciowych.
Kluczową cechą transseksualizmu jest niezgodność pomiędzy płcią psychiczną a anatomicznymi cechami płciowymi, przy braku chorób psychicznych, nieprawidłowości hormonalnych lub genetycznych. W przeciwieństwie do interseksualizmu, gdzie występują zaburzenia cielesno-hormonalno-genetyczne, osoba transseksualna ma prawidłowo zbudowane narządy płciowe i prawidłowo funkcjonujący układ endokrynny, natomiast obserwuje się przeciwną do cielesnej płeć psychiczną. W konsekwencji zdiagnozowanie transseksualizmu wymaga wykluczenia istnienia nieprawidłowości hormonalnych lub genetycznych oraz zaburzeń psychologicznych, psychiatrycznych lub neurologicznych mogących być podłożem podobnego obrazu klinicznego.
Komponentem afektywnym, emocjonalnym charakterystycznym dla transseksualizmu jest tzw. zespół dezaprobaty płci (ang. gender dysphoria syndrome). Liczy on co najmniej 4 wymiary: cielesności, roli społecznej, seksualności oraz tożsamości płciowej. Oznacza to występowanie u osób transseksualnych trwałego dyskomfortu psychicznego o istotnym nasileniu, związanego z posiadaniem cech płciowych, odczuwanych jako nieodpowiednie. Występuje niezgodność pomiędzy płcią, którą pacjent odczuwa, a płcią stwierdzoną po porodzie na podstawie morfologicznych wykładników płci oraz pomiędzy rolami płciowymi, wypełniania których oczekuje się od niego. Pacjent czuje, jakby nie był w swoim właściwym ciele, czuje się kobietą uwięzioną w ciele mężczyzny bądź mężczyzną uwięzionym w ciele kobiety. Problemu upatruje nie w swym umyśle, a w ciele. Czuje się skrzywdzony. Traktuje niektóre części swego ciała z awersją. Występuje trwałe zaabsorbowanie chęcią pozbycia się posiadanych cech płciowych i nabycia w ich miejsce cech płci odmiennej, dostosowanej do odczuwanej płci psychicznej. Osoba taka odczuwa pragnienie życia jako człowiek przeciwnej do cielesnej płci, zależy jej na akceptacji jako osoba takiej płci, na przynależności do tej płci. Unika spoglądania na siebie w lustrze, nosi ubrania maskujące cechy płci. Osoby K/M inaczej niż większość społeczeństwa postrzegają swe ciało. Nie mogąc stworzyć satysfakcjonującego jego obrazu, odczuwając je na sposób dysmorfofobiczny, tworzą inne jego, wręcz równoległe, reprezentacje. Feusner et al wykazali w 2015, że osoby takie uznają za bardziej zbliżone do ich wyglądu zdjęcia przedstawiające osoby odrębnej płci morfologicznej, a zgodne z ich gender. W przypadku rozpoznawania twarzy wyprostowanych i odwróconych zaznaczał się mniejszy niż u kobiet zdrowych efekt inwersji. Osoba transseksualna podejmuje też często pewne działania w celu upodobnienia się do pożądanej płci, jak wiązanie sobie piersi (K/M) czy trwałe usuwanie owłosienia (M/K).
Niekiedy zdarza się, że początkowo obraz kliniczny przypomina transwestytyzm fetyszystyczny, jednakże z czasem podniecenie przestaje wiązać się z przebieraniem w ubrania osób przeciwnej płci, pojawia się natomiast potrzeba stania się jej przedstawicielem.
Osoba transseksualna odczuwa więc nieuświadomiony konflikt pomiędzy płcią odczuwaną a morfologiczną. Wywołuje on u niej objawy psychopatologiczne, nierzadko poważne, wymagające leczenia szpitalnego. Transseksualizm opisać można także modelem stresu mniejszościowego Meyera z 1995, wedle którego członkowie grup należących do mniejszości (np. geje, lesbijki) podlegają stresowi z powodu przynależności do tej grupy, często nie podzielającej wartości większości. Pomiędzy takimi grupami a nieprzyjazną im, w tym wypadku transfobiczną większością rodzą się konflikty, a członkowie takich grup, w tym osoby transseksualne, poddawane są działaniu rozmaitych stresorów. Bywają one prześladowane, padają ofiarami uprzedzeń, nadużyć (które, zarówno w formie słownej, jak i fizycznej, są dobrze udokumentowane), wiktymizacji i dyskryminacji. Nakładające się na wewnętrzny konflikt problemy interpersonalne, które same z siebie sprzyjają objawom depresyjnym, dotyczą więc tutaj osób szczególnie podatnych, żyjących w silnym stresie. W efekcie rozwijają się objawy depresyjne i nerwicowe. Kwestię tą zbadali na grupie 104 osób transseksualnych poszukujących pomocy w wyspecjalizowanym ośrodku w 2015 Davey i współpracownicy, potwierdzając większe problemy interpersonalne u osób trans, obejmujące między innymi kwestie asertywności, troskliwości, pomocniczości. Osoby otoczone nieprzyjaznym środowiskiem unikają kolejnych relacji społecznych, stosują unikające strategie radzenia sobie, niekiedy internalizują homofobię i transfobię. Mogą pojawić się dysforia, zachowania acting out, konflikty z rodziną i znajomymi, nadużywanie środków psychoaktywnych. W skrajnych sytuacjach dyskomfort ten może przybierać postać zespołu depresyjnego, w tym depresji z obecnymi myślami samobójczymi. Poziom depresji u osób transseksualnych znacznie przewyższa jej poziom u reszty populacji.
W końcu jednak osoba taka może dostrzec istniejący w niej konflikt i zaakceptować go. Sprawia to jednak wiele trudności, a często i ból (nie tylko osobie transseksualnej, ale i jej bliskim), wymaga odwagi. Wyraża chęć poddania się terapii hormonalnej bądź zabiegowi operacyjnemu w celu zmiany negatywnie ocenianych cech płci.
Typowy przebieg rozwoju osób transseksualnych obejmuje pojawienie się preferencji do przyjmowania ról społecznych, zachowań, preferencji dotyczących ubioru typowych dla płci przeciwnej począwszy od okresu dzieciństwa lub adolescencji. Osoba taka podaje się za osobę płci przeciwnej niż jej płeć morfologiczna.
Radko i współpracownicy w analizowanym przez siebie przypadku wychodzą od refleksji na temat wieku dojrzewania, kiedy to młody człowiek poszukuje własnej tożsamości, odkrywa pragnienia, określa dążenia, staje wobec nieznanych wcześniej trudności. Zjawiska te dotyczą także sfery seksualności. Spotyka on osoby, w stosunku do których zaczyna odczuwać pożądanie, co wiąże się z silnymi emocjami. Transseksualizm należy do tych zjawisk, w przypadku zaistnienia których pożądania adolescenta ze względu na jego obiekt wchodzi w konflikt z normami kulturowymi, nie jest akceptowane przez otaczających go ludzi. Dla młodego człowieka może to stanowić problem, z którym nie umie on sobie poradzić. Nie wchodzi w prawidłowe relacji z rówieśnikami, izoluje się. W rezultacie pojawiają się u niego zaburzenia depresyjne, lękowe, odżywiania. Może on także reagować autoagresją, a nawet popełnić samobójstwo. Może też skierować agresję ku innym osobom. Podkreśla się, że zaburzenia te nie powstają endogennie, ale wynikają z trudnej sytuacji, w której znajduje się pacjent. Istnieje tylko jedna publikacja z Finlandii z 2015 podważająca ten pogląd, stwierdzająca częste istnienie ciężkich objawów psychopatologicznych przed powstaniem zespołu dezaprobaty płci. Potwierdzenie takiej obserwacji wymaga jednak kolejnych badań.
Istnieją doniesienia o bujnym życiu erotycznym osób transseksualnych, jednak w rzeczywistości osoby takie wykazują w tym względzie dużą różnorodność zachowań, podobnie jak reszta populacji.
U osób o płci morfologicznej męskiej transseksualizm zaczyna się rozwijać jeszcze przed okresem dojrzewania, kiedy to pojawia się potrzeba zmiany płci. Z wywiadu rodzinnego wynika, że pewne cechy daje się zaobserwować już wcześniej. Osoby takie już w dzieciństwie preferowały przebywanie w towarzystwie dzieci o odmiennej płci morfologicznej. Nie ma to jednak związku z obrazem sfeminizowanego chłopca.
Osoby takie uznają się za kobiety. Ubierają się zgodnie z tym przeświadczeniem, stosują odpowiedni makijaż i kobiece fryzury. Stosują też depilację, rezygnując z męskiego typu owłosienia. Robią to jako kobiety, by czuć się bardziej kobieco. Występuje tu więc zjawisko zupełnie inne, niż w transwestytyzmie fetyszystycznym, w którym dotknięta nim osoba przebiera się w ubiory płci przeciwnej dla osiągnięcia podniecenia seksualnego. Nie wynika ono również jedynie z potrzeby atrakcyjności.
Jedna trzecia tych osób bierze ślub, z czego następnie połowa rozwodzi się.
Transseksualne kobiety nierzadko poszukują pomocy polegającej na zmianie cech anatomicznych swego ciała. Zależy im na uzyskaniu piersi, jak też modyfikacji narządów płciowych zewnętrznych. Pragną ich chirurgicznego usunięcia oraz wytworzenia pochwy.
Z kolei transseksualni mężczyźni zachowują się w sposób przypisywany kulturowo mężczyznom. Ubierają się na sposób męski, starają się mówić męskim głosem. Również ich gestykulacja jest charakterystyczna dla mężczyzn. Również w wyborze zawodu i zainteresowaniach bardziej przypominają mężczyzn. Osoby te pragną seksu z kobietami heteroseksualnymi, gdzie pełniłyby one rolę męską. Dążą do mastektomii i histerektomii, a niekiedy również do operacyjnego wytworzenia prącia. Również w ich przypadku zaburzenie to może się rozpocząć jeszcze w dzieciństwie.
Zaburzenie to ma przebieg przewlekły. W wieku średnim zmniejsza się jego nasilenie.

## Diagnostyka
Diagnostykę transseksualizmu zaczyna się od wywiadu. Podkreśla się znaczenie jego dokładności. Stowarzyszenie Przeciwdziałania Zespołowi Dezaprobaty Płci im. Harry’ego Benjamina zaleca podczas procesu diagnostycznego zwracać uwagę na rodzaj zabaw w dzieciństwie, ubiory w tym okresie życia i przebieranie się w czasie dorosłości, odczuwanie tożsamości w różnych okresach życia i odczucia pacjenta związane z jego ciałem w okresie dojrzewania, zespół dezaprobaty płci, doświadczenia odmiennej tożsamości płciowej i próby realizowania takiej roli, kontakty z grupami osób transseksualnych, dążenie do zmiany płci, reakcje otoczenia na zachowanie pacjenta.
Następnie oznacza się kariotyp, wykonuje badanie obrazowe głowy, co ma na celu zobrazowanie okolicy siodła tureckiego. Może to być RTG bądź NMR. Wykonuje się też EEG. Konieczne są też konsultacje lekarzy następujących specjalności:
- okulisty – obejmujący badanie dna oka i pola widzenia,
- psychiatry,
- neurologa (fakultatywnie),
- ginekologa albo urologa (w zależności od płci morfologicznej badanej osoby).

Ponadto konsultuje również psycholog. W końcu konieczne są także badania laboratoryjne, wśród których zwraca się uwagę na hormony płciowe.

### Kryteria diagnostyczne

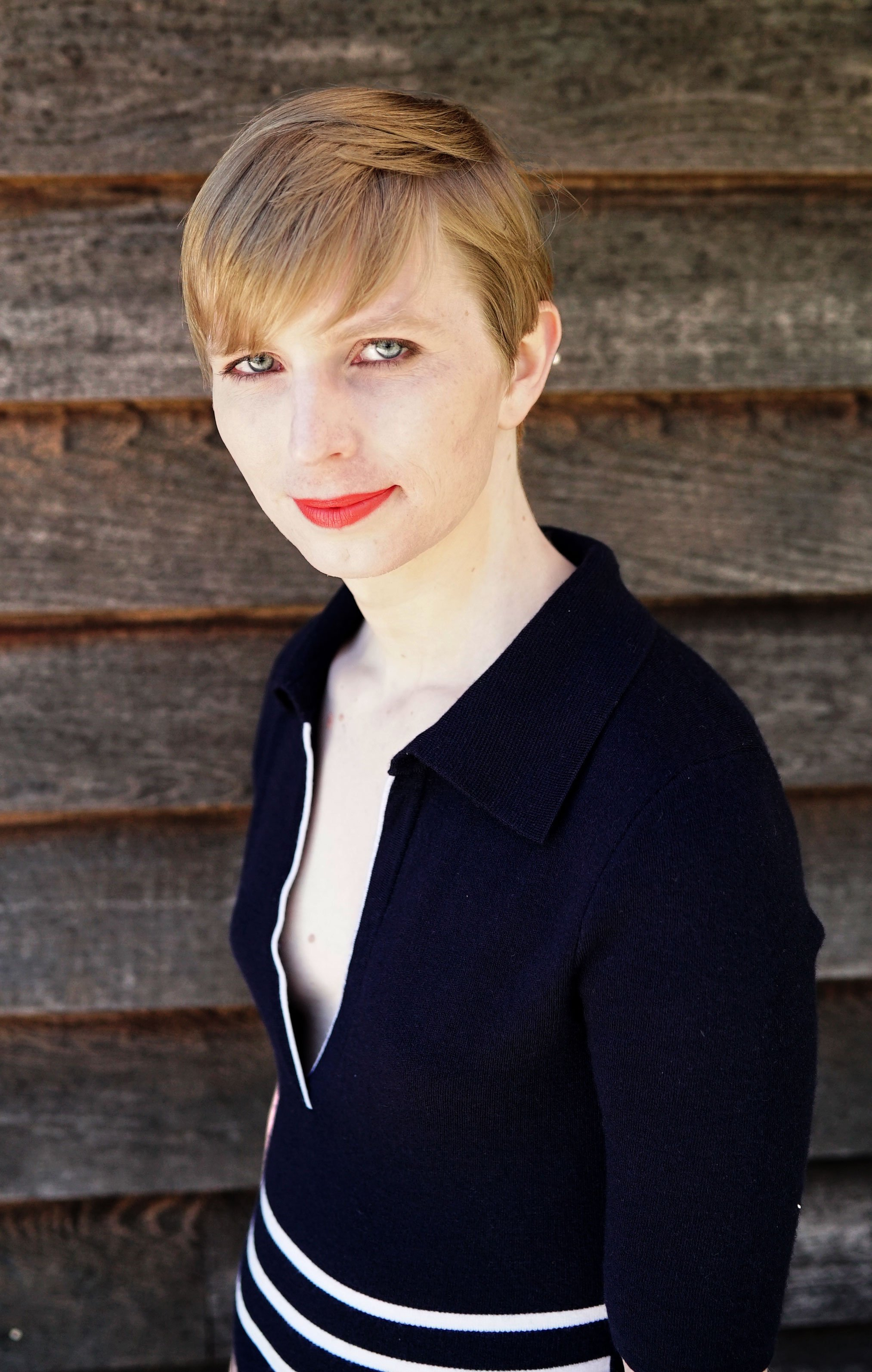
Osoba transseksualna M/K — Chelsea Manning

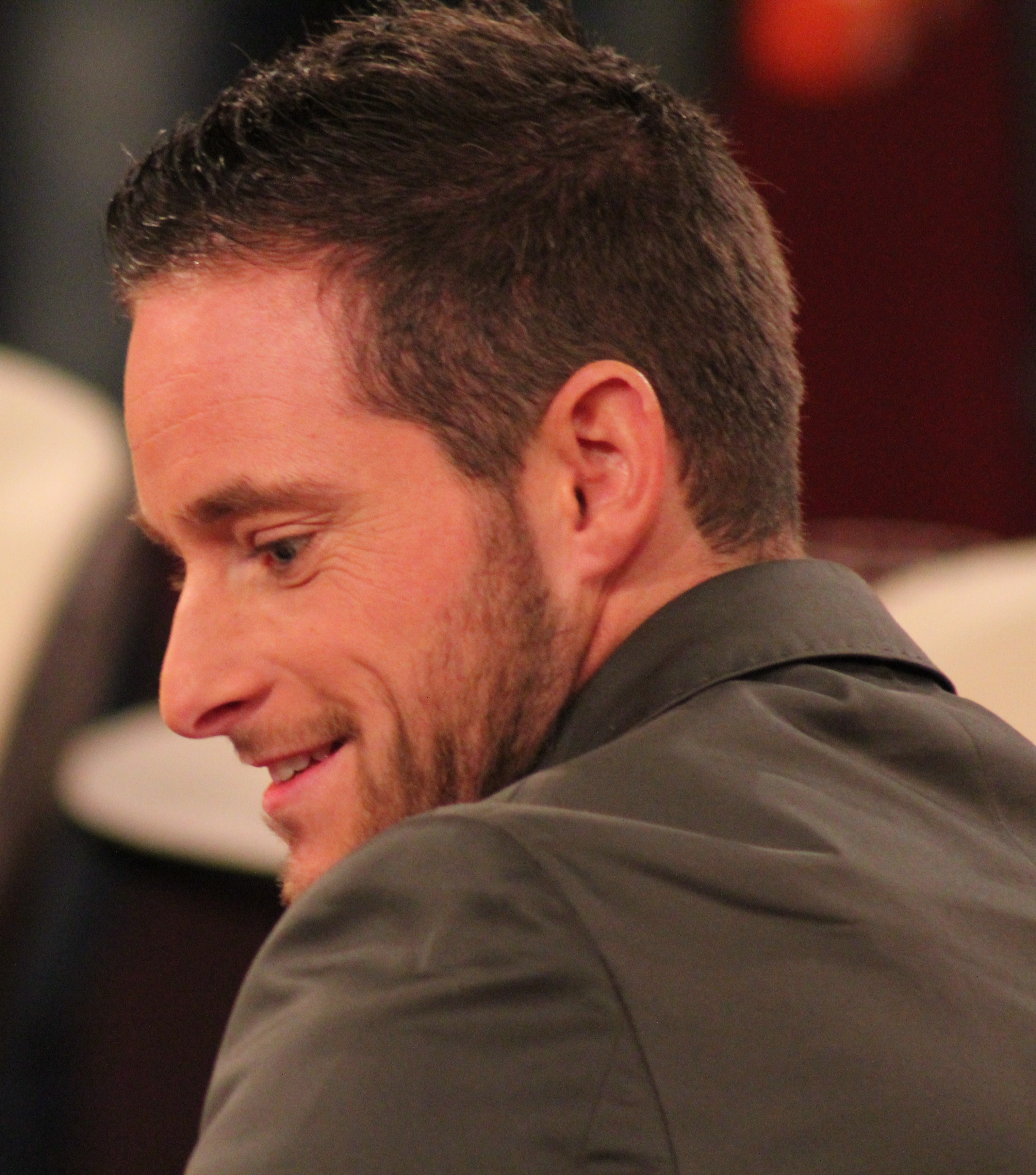
Osoba transseksualna K/M – Balian Buschbaum

W badaniach używane bywają niekiedy kryteria Benjamina z 1966. Obejmują one 4 przesłanki:
- poczucie przynależności do odmiennej płci, urodzenia się z niewłaściwą płcią lub bycia błędem natury,
- poczucie oddzielenia od swego ciała, oznaki różnicowania się płci sprawiają cierpienie, przyjmowane są z odrazą,
- silna potrzeba upodobnienia się do odmiennej płci poprzez terapię, także chirurgiczną,
- potrzeba akceptacji w społeczności jako osoby należącej do odmiennej płci.

Międzynarodowa Statystyczna Klasyfikacja Chorób i Problemów Zdrowotnych umieszcza transseksualizm w rozdziale V, wśród zaburzeń psychicznych i zaburzeń zachowania (F), w obrębie zaburzeń osobowości i zachowania dorosłych (F6X), a dokładniej wśród zaburzeń identyfikacji płciowej (F64), obok transwestytyzmu o typie podwójnej roli, zaburzeń identyfikacji płciowej w dzieciństwie, zaburzeń identyfikacji płciowej innych oraz nieokreślonych. Transseksualizm koduje się w niej jako F64.0. Rozpoznanie takie wiąże się ze wspomnieniem następujących kryteriów diagnostycznych:

A. Pragnienie życia i akceptacji w roli osoby o przeciwnej płci, zwykle związane z żądaniem doprowadzenia ciała za pomocą zabiegów chirurgicznych lub leczenia hormonalnego do postaci tak zbieżnej z preferowaną płcią, jak to tylko możliwe.
B. Tożsamość transseksualna występuje trwale od co najmniej 2 lat.
C. Zaburzenie nie jest objawem innego zaburzenia psychicznego (np. schizofrenii) ani nie wiąże się z nieprawidłowościami chromosomalnymi

Zaburzenie to, pod nazwą Gender Identity Disorder, obecne jest również w klasyfikacji DSM-IV, w obrębie zaburzeń tożsamości płciowej. Klasyfikacja ta stosuje dlań następujące kryteria:

A. Silne i utrwalone utożsamianie się z płcią przeciwną (nie wynikające z pragnienia uznawanych kulturowych korzyści związanych z przynależnością do niej).
B. Utrwalone poczucie niewygody związanej z własną płcią i poczucie niewłaściwości roli związanej z tą płcią.
C. Zakłócenie nie współwystępuje ze stanem fizycznego interseksualizmu.
D. Zakłócenie powoduje klinicznie istotne cierpienie lub ograniczenie funkcjonowania społecznego, zawodowego lub w innych ważnych dziedzinach.

W ICD-11 planowane są kolejne zmiany, między innymi odejście od binarności identyfikacji płciowej. Termin „transseksualizm” ma zostać zastąpiony pojęciem ang. Gender Incongruence. To nowe pojęcie nie będzie już zawarte w rozdziale poświęconym zaburzeniom psychicznym (rozdział 6), lecz powstanie nowy rozdział (rozdział 17) zatytułowany ang. Conditions relating to sexual health. Decyzje te mają wejść w życie 1 stycznia 2022 razem z ICD-11.
W DSM 5 zmieniono nazwę na Gender Dysphoria (GD), wydzielając ją zarazem do osobnego rozdziału. Zmiana nazwy wiąże się z położeniem akcentu nie na istnieniu zaburzenia, ale na silnym dyskomforcie odczuwanym przez dotkniętą tym stanem osobę. Natomiast zmiana miejsca w klasyfikacji wiąże się z tym, że GD nie jest już uznawana za parafilię ani dysfunkcję seksualną.
Niektórzy specjaliści proponują dalszy podział transseksualizmu z uwagi na orientację seksualną danej osoby, jednakże Amerykańskie Towarzystwo Psychiatryczne nie podziela ich poglądu. Orientacja seksualna stanowi coś odrębnego od identyfikacji płciowej (drugi i pierwszy poziom wedle Seligmana), są to niezależne od siebie zjawiska (w przypadku osób transseksualnych orientację seksualną określa się względem płci psychicznej, a nie morfologicznej, i na tym związki pomiędzy tymi pojęciami się kończą).

### Różnicowanie
Transwestytyzm fetyszystyczny odróżnia się podnieceniem seksualnym odczuwanym po przebraniu się w ubrania płci przeciwnej do morfologicznej. Odnotowano pojedynczy przypadek współistnienia transseksualizmu z chorobą afektywną dwubiegunową, w którym w fazach podwyższonego nastroju wzmożeniu ulegały jego pragnienia związane z drugim zaburzeniem, natomiast współistnienie transseksualizmu ze schizofrenią budzi duże kontrowersje. Możliwość postawienia tych dwu rozpoznań jednocześnie zależy od stosowanej klasyfikacji. Urban zwraca uwagę na niedoceniany w jej opinii problem różnicowania transseksualizmu z zaburzeniami przebiegającymi z urojeniami, a także z kompulsjami dotyczącymi ciała. W przypadku zaburzenia obsesyjno-kompulsyjnego sprawia ono tutaj problem tylko, jeśli towarzyszy mu słaby wgląd.
Pojawia się też problem odróżnienia transseksualizmu od homoseksualizmu, zwłaszcza u kobiet.
Więcej problemów nastręcza kwestia urojeń, zwłaszcza obserwowanych w przebiegu schizofrenii, jako że, choć najczęściej obserwowane w fazie ostrej psychozy, mogą utrzymywać się również w okresie niepełnej remisji. Mówi się tutaj o „metamorfozie płciowej”. Stosuje się również termin urojenia pseudotransseksualne i dzieli się je na 4 grupy. Pacjent chorujący na schizofrenię może więc negować fakt przynależności do swej płci, może uznawać swą przynależność do płci przeciwnej, może negować swą przynależność do jakiejkolwiek płci w ogóle bądź stać na stanowisku, że należy do obu płci. Może pojawić się pseudodysforia płciowa. Zdarzają się żądania zmiany płci, a nawet próby autokastracji. W powszechnej opinii urojenia takie spotyka się rzadko, chociaż w jednym z badań udało się znaleźć je aż u ćwierci mężczyzn z rozpoznaniem schizofrenii, a w innym – w podobnym odsetku chorych kobiet. Inni autorzy widzą omawiane urojenia u jednej piątej cierpiących na schizofrenię. Opisywanym zaburzeniom myślenia towarzyszyć mogą omamy cenestetyczne dotyczące okolic intymnych w postaci np. pieczenia. Dotknięty nimi chory może zinterpretować je jako objaw molestowania. Objawy psychotyczne zazwyczaj ustępują po zastosowaniu leczenia przeciwpsychotycznego. Opisano jednak przypadek wykonania u pacjenta psychotycznego operacji zmiany płci. Po trwającej dość krótko poprawie stanu psychicznego pacjent ten zażądał przywrócenia swej poprzedniej płci morfologicznej, a myśl o nieodwracalności operacji pogarszała jego stan psychiczny. Lepsze wyniki od chirurgii przyniosła farmakoterapia klozapiną. Kontrowersje budzi w ogóle sama możliwość występowania u tego samego pacjenta i schizofrenii, i transseksualizmu. Rozpoznanie obejmujące te 2 stany można postawić zgodnie z DSM, ICD wyłącza taką możliwość.

## Współchorobowość
61% transseksualnych pacjentów będących pod opieką psychiatryczną posiada diagnozę współwystępujących zaburzeń psychicznych.
U osób transseksualnych o płci morfologicznej męskiej często występują zaburzenia depresyjne. Grupę tę cechuje również wysokie ryzyko suicydalne. Ogólnie transseksualizm wiąże się z większą, niż w populacji ogólnej, częstością występowania zaburzeń depresyjnych i nerwicowych. Zdarza się też współistnienie transseksualizmu i osobowości mnogiej, zaburzeń dysocjacyjnych. Opisywano pojedyncze przypadki współistnienia transseksualizmu z chorobą afektywną dwubiegunową. W fazie podwyższonego nastroju pragnienia transseksualne mogą ulec wzmożeniu lub – przeciwnie – osłabieniu.
Zdarza się też współistnienie z zaburzeniami osobowości czy też raczej zmiany osobowości, częstsze u osób M/K.
Pogląd APA na relację pomiędzy transseksualizmem a zaburzeniami rozwoju płci uległ niedawno zmianie. O ile w DSM-IV rozpoznania GID i tychże wrodzonych zaburzeń wykluczały się wzajemnie, w DSM 5 stwierdzono, że gender dysphoria może współistnieć z zaburzeniami rozwoju płci bądź nie.

## Epidemiologia
Transseksualizmu nie uznaje się za często spotykane zaburzenie. Wedle Rabe-Jabłońskiej nie istnieją w ogóle wiarygodne dane dotyczące prewalencji zaburzeń tożsamości płciowej. Wedle publikacji Smith et al z 2015 nadal nie ma dokładnych danych. Istnieją jedynie dane pochodzące z ośrodków zajmujących się terapią osób transseksualnych, co sprawia, że dane te mogą być znacznie zaniżone. Wedle innych źródeł wiarygodne dane na temat częstości występowania transseksualizmu pochodzą z krajów Europy – jest ona szacowana na 1 na 30 tys. u osób płci somatycznej męskiej oraz na 1 na 100 tys. u osób płci somatycznej żeńskiej. Większość ośrodków klinicznych odnotowuje trzy-pięciokrotną przewagę liczby transseksualnych mężczyzn nad liczbą transseksualnych kobiet. Również to somatyczni mężczyźni częściej zgłaszają się po pomoc. Badania przeprowadzone w Szwecji wykazały istnienie 1 osoby transseksualnej na 37 000 chłopców oraz 1 na 103 tys. kobiet (16,67 na 100 000). Odsetek osób transseksualnych obu płci zmieniał się jednak znacznie w tym państwie: w latach sześćdziesiątych osób M/K i K/M było tyle samo, natomiast 3 dekady później osób M/K było dwukrotnie więcej, niż K/M. Badania brytyjskie zaowocowały podobnymi wynikami prewalencji (1/34 i 1/108 000), natomiast holenderskie nieco wyższymi (1/12 000 i 1/30 000). W Niemczech odsetek obu płci utrzymywał się od lat sześćdziesiątych na stałym poziomie aż do 1994, by pod koniec tej dekady zmienić się do 1,2:1 na korzyść M/K. W Polsce stosunek częstości występowania M/K do K/M wynosi 1:5,5. Przyczyna tego zjawiska nie została wyjaśniona, aczkolwiek istnieją hipotezy tłumaczące ją różnicami kulturowymi związanymi z rolami płciowymi występującymi pomiędzy społeczeństwami Europy Zachodniej i Europy Wschodniej. Wykrywana prewalencja transseksualizmu wykazuje bowiem związek ze stosunkiem doń społeczeństwa i władzy, bardziej tolerancyjnej bądź sankcjonującej osoby odmienne. Osoby transseksualne osiedlają się raczej w wielkich miastach oraz na obszarach bardziej im przyjaznych. Wyklucza to możliwość przenoszenia danych uzyskanych w jednym kraju na inny.
Ogólnie częstość występowania transseksualizmu wynosi 0,001-0,002% całkowitej populacji. Różne badania przynosiły wyniki od 0,45 do 23,6 (badanie z Singapuru, nie można wykluczyć niedoszacowania) na 100 000 osób. Wedle nowszych danych prewalencja wynosi 4,6 na 100 000 osób: 6,8 na 100 000 kobiet (wedle różnych badań 0,44-3,52/100000) i 2,6 (0,25-6,64/100000) w przypadku mężczyzn. Stosunek częstości występowania transkobiet do transmężczyzn wyniósł 2,6. Dane te pochodzą z metaanalizy Arcelusa i współpracowników z 2015, którzy przejrzeli 1473 publikacje, włączając do badań 250 z nich. Szacuje się, że pomiędzy 0,005% i 0,014% noworodków płci męskiej będzie cierpiało na transseksualizm, w przypadku dziewczynek zaś 0,002-0,003%.
Jednakże wiarygodne dane z innych regionów świata, niż Europa Zachodnia i Ameryka Północna, praktycznie nie istnieją. Istnieje na przykład tylko jedno badanie przeprowadzone w Japonii, oceniające stosunek częstości występowania transseksualizmu mężczyzna-kobieta do kobieta-mężczyzna na 0,66, inaczej, niż w Europie. Badanie to budzi jednak wątpliwości, jako że przeprowadzono je w jedynym na terenie tego kraju ośrodku dokonującym operacji wytworzenia męskich cech płciowych, w przeciwieństwie do licznych placówek prowadzących operacje osób transseksualnych M/K. Tak więc można oczekiwać, że ośrodek ten skupia więcej osób transseksualnych o płci morfologicznej kobiecej, podczas gdy populacja pacjentów M/K będzie rozpływać się w różnych ośrodkach.
Istotny problem w ocenie prewalencji transseksualizmu stanowią też różnice w stosowanych definicjach i różne znaczenia przypisywane tym terminom, zwłaszcza zaś zmiany terminologii zachodzące w czasie. Dochodzą do tego trudności wynikające z różnego stopnia ujawniania się osób transseksualnych w różnych czasach, związane ze zróżnicowanym podejściem do tego zaburzenia. Ogólnie nowsze badania zdają się wykazywać wyższą prewalencję transseksualizmu. Tłumaczy się to większą obecnością transseksualnych osób w mediach i informacji na te tematy w internecie, co wiąże się z mniejszą stygmatyzacją tego zaburzenia, rosnącą świadomością możliwości jego leczenia i wzrastającą tolerancją osób transseksualnych.

## Leczenie
Leczenie transseksualizmu, związanego w dużej mierze z niezmiennymi czynnikami biologicznymi, na które nie ma wpływu świadomość, jest trudne. Nie istnieją powszechnie uznawane standardy leczenia transseksualizmu. W różnych państwach przebiega ono odmiennie. Próbę stworzenia jednolitych zaleceń terapeutycznych podjęło Międzynarodowe Stowarzyszenie Przeciwdziałania Zespołowi Dezaprobaty Płci im. Harry’ego Benjamina (Harry Benjamin International Gender Dysphoria Association, HBIGDA). Terapię taką powinien prowadzić interdyscyplinarny zespół specjalistów, spośród których najważniejszą rolę przypisuje się psychiatrze.
Pomimo uznawania transseksualizmu za zaburzenie psychiczne zgłaszający się z tym problemem nie oczekują leczenia psychiatrycznego. Celem leczenia jest redukcja objawów zespołu dezaprobaty płci i wspieranie zdolności adaptacyjnych osób transseksualnych. Stosuje się leczenie ciała, zwłaszcza chirurgiczne i endokrynologiczne, polegające na tak zwanej korekcie płci. Postępowanie takie, bardzo skomplikowane, powinno być poprzedzone rzetelną diagnostyką różnicową, a także potwierdzeniem wieloletnich silnych starań pacjenta o takie rozwiązanie jego problemów. Decyzję o podjęciu rozpatrywanego leczenia podejmuje multidyscyplinarny zespół.
Wyróżnia się trzy stopnie leczenia transseksualizmu:
1. hormonoterapię
2. test życia
3. operację korekty płci

### Odstępstwa od schematu
Od typowego schematu leczenia transseksualizmu stosuje się często odstępstwa. Niekiedy test życia przeprowadza się przed terapią hormonalną. Niektóre osoby K/M preferują wykonanie mastektomii przed testem życia. Zastosować można również częściową zmianę płci, nie obejmującą operacyjnej modyfikacji cech płciowych. Jednak gdy nasilenie zespołu dezaprobaty wobec własnej płci cielesnej jest wysokie, zaś jego objawy utrzymują się stale, najbardziej odpowiednią formą leczenia może być leczenie chirurgiczne, choć ogranicza się ono tylko do wybranej grupy pacjentów. Ponadto, stosuje się terapię hormonalną z wykorzystaniem hormonów płciowych, usuwanie owłosienia i szkolenia wokalne.

### Leczenie psychiatryczne
Swoje miejsce ma również farmakoterapia. Wykorzystywane są tutaj leki przeciwdepresyjne, polepszające nastrój.
Dla redukcji dyskomfortu pacjenta, stosuje się także oddziaływania psychologiczne obejmujące pacjenta i jego rodzinę. Jednakże sama psychoterapia nie okazuje się w zaburzeniach tożsamości płciowej skuteczna. Właściwie cierpiącym nań pacjentom polecić można jedynie psychoterapię podtrzymującą. Wedle HBIGDA nie musi być też ona koniecznie stosowana. Pacjenci poddawani psychoterapii rezygnują w licznych przypadkach z pełnego leczenia. W jednym z badań uzyskano w ten sposób złagodzenie dysforii u 70% poddanych osób, jednak zagadnienie to jest jeszcze poznane stosunkowo słabo, a inne badania nie dały pozytywnych rezultatów. Pomimo tego wielu specjalistów widzi w psychoterapii podtrzymującej główną część terapii. W każdym razie ważne są organizacje wspierające osoby transseksualne, tworzące dlań bezpieczne środowisko, wspierające w ujawnieniu swojego problemu przed otoczeniem, a także podczas dalszego życia, już po operacji.

### Rokowania
Stosowane leczenie łagodzi dezaprobatę płci, jednakże osoby transseksualne nadal mają zwiększone ryzyko śmiertelności, zachowań samobójczych i zaburzeń psychicznych. Jednak wykonanie operacji zmiany płci zmienia obraz ciała osoby transseksualnej na bardziej dla nich akceptowalny.
Pomimo niezaprzeczalnych korzyści operacyjne i hormonalne leczenie transseksualizmu pociąga za sobą również zagrożenia, takie jak zwiększone ryzyko chorób układu krążenia, dlatego psychiatrzy podkreślają wartość rzetelnej diagnozy.
Przeprowadzenie wiarygodnych badań obrazujących różnicę w funkcjonowaniu związaną z operacją zmiany płci jest bardzo trudne. Osoby zakwalifikowane do leczenia zabiegowego i takie, które się nie zakwalifikowały, stanowią grupy różniące się od siebie. Z jednej strony ci zoperowani wykazują się mniejszą neurotycznością i lepszym przystosowaniem, z drugiej również dobór osób do tego badania wzbudza kontrowersje.
Jednym z większych badań w tym obszarze była szwedzka analiza opublikowana w 2011 r. przez naukowców z Instytutu Karolinska. Obejmowała ona 324 osoby i okres 1973–2003. Znaczna część relacji prasowych zwróciła uwagę na to, że badanie stwierdziło podwyższone ryzyko zachowań autoagresywnych i innych zaburzeń o osób po operacji zmiany płci. Sama publikacja zaznacza jednak, że grupą porównawczą nie były osoby transseksualne niepoddane leczeniu, ale ogólna populacja – a wiadomo, że osoby transseksualne mają ogólnie podwyższone skłonności autoagresywne. Ponadto, zależność taką zaobserwowano jedynie w starszej kohorcie uczestników badania, która była poddana operacji przed 1989 rokiem. Daje to silne przesłanki by stwierdzić, że problem wiązał się z akceptacją społeczną i jakością opieki medycznej i psychologicznej, a nie z samym transseksualizmem – a także, że operacje są pomocne. Taką opinię przedstawiła główna autorka badania, wyrażając sprzeciw wobec błędnych prasowych interpretacji.
Metaanaliza z 2009 r. oparta o 28 badań dotyczących leczenia hormonalnego, wybranych po przeglądzie 918 abstraktów i 169 publikacji, i obejmująca w sumie 1833 uczestników, sugeruje że takie leczenie może wiązać się z poprawą funkcjonowania psychologicznego, seksualnego, i ogólnej jakości życia. Zastrzeżono jednak, że według surowych kryteriów GRADE jakość publikacji była ogólnie bardzo niska, ponieważ większość prac stanowiły badania obserwacyjne, niewiele miało grupy kontrolne czy wykorzystywało randomizację – co jest w tym przypadku szczególnie trudne ze względów etycznych.
W przypadku współwystępowania transseksualizmu i innych zaburzeń psychicznych złe funkcjonowanie może trwać jednak nadal nawet po wykonaniu operacji zmiany płci. Osoby takie są rzadziej zadowolone z wyników leczenia, i częściej wykazują tendencje suicydalne. Lepszą opcją terapeutyczną dla takich pacjentów może okazać się ograniczenie do kuracji hormonalnej.

## Aspekty kulturowe

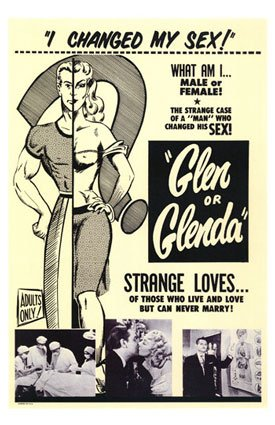
Plakat filmu Glen lub Glenda z 1953 roku

Zjawisko transseksualizmu nie ujawniło się nagle – występuje od dawna, w wielu różnych kulturach. Wśród rdzennych mieszkańców Ameryki Północnej funkcjonują berdache, na Madagaskarze sekrata, a u Hindusów hidźra. Mimo to w wielu środowiskach nadal wywołuje kontrowersje. Płeć stanowi bowiem ważny element zbiorowej tożsamości, a także spoiwo tożsamości narodowej, z wizją patriarchalnej rodziny i związanymi z płcią alegoriami. Jawor przywołuje tutaj pracę Graff z 2014, wedle której w Polsce w tym konserwatywnym obrazie na kobietę patrzy się przez pryzmat macierzyństwa, staje się ona Matką Polką, rodzi potomstwo, przedłużając istnienie narodu. Wobec tego na kobiety bezdzietne, niewypełniające tej roli, spogląda się z pogardą. Jednak osoby transseksualne burzą jeszcze więcej powszechnie akceptowalnych poglądów: o całkowitej zależności płci kulturowej od biologii, o niezmienności płci, o podziale społeczeństwa na kobiety i mężczyzn, o związku płci z rozrodem. Sytuacja społeczna osoby transseksualnej jest więc gorsza od sytuacji osób LGB, gdyż wyklucza się je nie tylko ze społeczności osób zdrowych i heteroseksualnych, ale także ze społeczności feministycznych i mniejszości seksualnych, bazując na założeniu zależności płci kulturowej od biologicznych cech płci. W społeczności LGBT osoby transseksualne mają marginalną rolę, a ich dążenia znacząco odbiegają od dążeń pozostałych członków ruchu. Generalnie jednak Europejczycy nie czuliby się zbyt dobrze, mając osobę transseksualną u władzy swego kraju, a Polska nie odbiega tutaj istotnie od średniej Unii Europejskiej.
Również oficjalne współczynniki chorobowości zależą od stosunku do transseksualizmu społeczeństwa i władzy.
Zgodnie z Eurobarometrem 2012 do najbardziej tolerancyjnych państw Europy zaliczają się Dania, Luksemburg, Szwecja, Irlandia i Wielka Brytania. Inne badanie wymienia kraje, w których większa część społeczeństwa czułaby się dobrze, mając osobę transseksualną za premiera. Lista jest podobna, występują nań dodatkowo Holandia i Hiszpania, nie ma natomiast Irlandii.
Obraz osób transseksualnych K/M zbadali na grupie łódzkich studentów (między innymi Uniwersytetu Medycznego) Antoszewski i współpracownicy (w grupie badawczej nikt nie przyznał się do transseksualizmu). Wedle ich badań obraz transseksualizmu kształtują głównie media (76%), przekaz ustny (57,7%) oraz Internet (48,3%). Tylko 37% studentów czerpało wiedzę z literatury specjalistycznej, a 3% badanej grupy miało okazję poznać osobę transseksualną (średnia w polskim społeczeństwie wynosi 2%, dla Wielkiej Brytanii – 13%). Większość ankietowanych potwierdzała, że osoby K/M czują się skrzywdzone przez naturę, inne i że zazdroszczą osobom bez Gender Dysphoria, jednak studenci częściej od studentek nie mieli w tych sprawach zdania. Natomiast nie było istotnych różnic zdań pomiędzy płciami co do tezy, że osoby K/M spotyka więcej niepowodzeń. Niecała połowa badanych studentek zaprzeczała, by osoby K/M w dzieciństwie wolały bawić się z dziewczynkami, prawie 2/3 studentów nie miało zdania na ten temat. Mężczyźni nie chcieli się również wypowiadać w kwestii kontaktów towarzyskich osób K/M i preferowanych przez te osoby męskich bądź kobiecych zawodów. Około 1/4 ankietowanych uznało, że omawiane osoby mają bogate kontakty towarzyskie. Pytane o kierunek popędu płciowego osób K/M, większość studentek odpowiadała poprawnie, że jest on skierowany ku kobietom i że intymne relacje z kobietami są dla takich osób przyjemne (67,3% oraz 56,5%). Ich koledzy znacznie częściej nie zajmowali w tej sprawie stanowiska. O ile studiujący nie widzą osób K/M stereotypowo, to studenci postrzegają takie osoby gorzej od studentek. Autorzy podkreślili w dyskusji wyników brak podstawowej wiedzy na temat transseksualizmu u młodych mężczyzn. Może on wynikać z braku zainteresowania tym tematem bądź z lęku przed odmiennością, zwłaszcza w sferze seksualności ludzkiej.
Poziom tolerancji, także w młodym wieku, zależy od płci osoby transseksualnej. Osoby K/M są lepiej tolerowane jako „chłopczyce”, osoby M/K określane są mianem „zniewieściałych” i tolerowane w mniejszym stopniu.
W Polsce istotne znaczenie miał wybór do Sejmu Rzeczypospolitej Polskiej Anny Grodzkiej, pierwszej osoby transseksualnej w parlamencie europejskiego państwa, opisywany w prasie jako nowa jakość w polityce, czy to w kategoriach dramatycznych, jak w prasie określanej przez autorkę mianem prawicowej, krytykującej jako źródło niedookreślonego, ale poważnego zła raczej samą partię Grodzkiej, a nie ją samą jako osobę transseksualną, czy to rewolucji, jak w prasie określanej jako liberalna. W tym kontekście pojawiły się teksty uznające transseksualizm za zboczenie, nieład, grzech, rozpustę, autoagresję, lewactwo, zagrożenie dla rodziny, państwa i wartości; obarczające winą zań rodziców osób transseksualnych i zalecające tworzenie kordonów sanitarnych, a samym takim osobom stosowanie tzw. „terapii reparatywnej”, niezgodnej z dzisiejszą wiedzą medyczną. Teksty te myliły transseksualizm z transwestytyzmem, podawały w wątpliwość płeć osób transseksualnych, wartościowały takie osoby negatywnie. Były też głosy wzywające do troski, zwracające uwagę na problemy osób transseksualnych. Autorka widzi tutaj lęk przed niezupełnością, związany z obecnością w społeczeństwie również grup, które różnią się i wobec tego nie należą do większości. Używa nawet określenia paniki moralnej, a więc zjawiska związanego z lękiem o zmieniające się tradycyjne wartości, podkreślając jednak odmienności od klasycznych przykładów tego zjawiska. Druga strona sporu pisała natomiast o prawach mniejszości seksualnych, prawie do decydowania o własnym ciele i ekspresji własnego ja. Chwaliła różnorodność, tolerancję, krytykując jednocześnie pogląd przeciwny.